# Сумароково (посёлок станции, Щёкинский район)
Сумароково — поселок станции в Щёкинском районе Тульской области в составе Лазаревского сельского поселения.

## География
Находится в центральной части Тульской области на расстоянии приблизительно 21 км на юг-юго-запад по прямой от города Щёкино, административного центра района у железнодорожной линии Тула-Орёл.

## История
Станция была открыта в 1868 году (ныне остановочный пункт).

## Население
Постоянное население составляло 21 человек (русские 100 %) в 2002 году, 20 в 2010.